# Саборна црква у Њујорку
Саборна црква Светог Саве је српска православна црква која се налази у Њујорку и припада источноамеричкој епархији.
Ова црква је духовно и друштвено седиште српског народа у Њујорку и уопште у Сједињеним Америчким Државама.

## Историјат цркве
Црква је прво постојала под именом „Црква Свете Тројице“, пре него што је откупљена од Епископалне њујоршке цркве 1943. године. Саграђена је 1850. године, по пројекту архитекте Ричарда А. Апџона,  у готском стилу. Док је још припадала епископалној цркви у њој је одржана прва православна литургија у Сједињеним Америчким Државама 1865. године.
Званично, црква је основана 1937. године, а регистрована 1940. године. Тадашњи бискуп из катедрале Светог Богослова Јована понудио је Србима место у цркви. Црква је купљена 11. јуна 1944. године и освештана исте године.
Иако је црква понуђена руској православној цркви као и грчкој православој цркви, ипак је одлучено да се да Србима јер нису имали цркву у овом делу Сједињених Америчких Држава. Пројекат је подржао и Петар II Карађорђевић, као и Николај Велимировић који је имао дугогодишње и пријатељске односе са енглеском Англиканском црквом и један је од заслужних људи за добијање цркве у Њујорку. Цео црквени комплекс купљен је 1942. године. Након завршетка Другог светског рата, ова црква била је једино место где су српске избеглице могле да се сретну, очувају своју веру и национални идентитет.
У цркви се налазио византијски ручно рађен иконостас донет из манастира Свети Наум у Охриду. Иконе је радио руски иконописац Иван Мељинков. Црква је шездесетих година 20. векa оштећена у експлозији која се догодила у непосредној близини када је оригинално осликани прозори уништени, па је замењено витражима у византијском стилу. Црква је проглашена зградом од националног значаја, а у дворишту цркве се налазе бисте Николи Тесли и Михајла Пупина.
Цркву је често посећивао Петар II Карађорђевић, а посетио је и његова Светост Патријарх српски Павле 1992. године у октобру месецу. То је био први пут да Патријарх српски Павле посети неку црквену заједницу у Њујорку.

## Пожар и обнова
Црква је изгорела на Васкрс 1. маја 2016. године. Званична одлука о њеном рушењу донета је 2016. године. Након извршене истраге дошло се до закључка да су црквене свеће изазвале пожар, иако многи медији и званичници тврде другачије.
У фебруару 2018. године, Живојин Јаковљевић протојереј ставрофор и старешина храма је изјавио да је обнова у току. Храм је у потпуности покривен, прва фаза је завршена у јесен 2020. године, када је српска светиња стављена под кров — односно обновљена споља.
Године 2021, Завод за заштиту споменика Града Њујорка доделио је Саборној цркви Светог Саве на Менхетну награду „Луси Г. Мозес” за рестаурацију храма након пожара. Храм је почетком 2023. посетио патријарх српски Порфирије и тада је служена прва литургија после пожара.

## Галерија
- Улаз у цркву
- Поглед на цркву
- Поглед на цркву
- Црква је потпуно обновљена споља и покривена, мај 2021.
- Биста Николе Тесле
- Биста Михајла Пупина

- Црква после пожара мај 2016.
- Црква после пожара мај 2016.
- Црква после пожара мај 2016.
- Црква после пожара мај 2016.